# 瓦洛伊
瓦洛伊（匈牙利語：Vállaj）是匈牙利索博尔奇-索特马尔-拜赖格州所辖的一个村。总面积22.27平方公里，总人口917，人口密度41.2人/平方公里（2011年1月1日）。